# Адолф Мајер
Адолф Мајер (енгл. Adolf Meyer; Нидервенинген, 13. септембар 1866 — Балтимор, 17. март 1950) био је амерички психијатар родом из Швајцарске који се прославио као први психијатар болнице Џонс Хопкинс (1910—1941). Био је председник Америчког удружења психијатара 1927—28. и један од најутицајнијих личности у психијатрији у првој половини двадесетог века. Његов фокус на прикупљање детаљних историја болести о пацијентима био је један од најистакнутијих његових доприноса. Надгледао је изградњу и развој психијатријске клинике Хенри Фипс у болници Џонс Хопкинс, отворене у априлу 1913. године, пазећи да је погодна за научна истраживања, обуку и лечење. Мајеров рад на клиници Хенри Фипс је најзначајнији аспект његове каријере.
Мајеров главни теоријски допринос била је његова идеја о ергасиологији (израз који је извео из грчког језика - рад, радња, активност) за описивање биолошке психологије. Ово је објединило све биолошке, социјалне и психолошке факторе и симптоме који се односе на пацијента. Сматрао је да су менталне болести производ дисфункционалне личности, а не патологија мозга и да друштвени и биолошки фактори током читавог живота треба да буду централни у дијагностици и лечењу. Мајер је био један од првих психолога који је подржавао окупациону терапију као важну везу између активности појединца и њиховог менталног здравља, укључио је активности и услуге у заједницу и развијао свакодневне вештине људи.

## Биографија
Адолф Мајер рођен је 1866. у Нидервенингену. Био је син цвинглијанског свештеника. Докторирао је на Универзитету у Цириху 1892. године, гдје је студирао неурологију код Аугуста Форела. Током свог боравка на универзитету, студирао је у иностранству у Паризу, Лондону и Единбургу, радећи код Johna Hughlingsa Jacksona и Жан-Мартен Шаркa. Eмигрирао је у Сједињене Америчке Државе 1892. Оженио је Мери Брукс 15. септембра 1902. Имали су једну ћерку, Џулију Латроп Мајер (14. фебруара 1916). Преминуо је од срчаног удара 17. марта 1950. у Балтимору, Мериланд.

### Рана каријера
Након пресељења у СAД, Мајер је најпре практиковао неурологију и предавао на Универзитету у Чикагу, гдје је био изложен идејама чикашких функционалиста. Није могао пронаћи плаћено радно место са пуним радним временом на Универзитету у Чикагу, па је његово време на универзитету било кратког даха. Од 1893. до 1895. радио је као патолог у новој менталној болници у Канкакију, након чега је радио у државној болници у Вустеру, од 1895. до 1902. Објављивао је научне радове из неурологије, неуропатологије и психијатрије.

### Период у Њујорку
Године 1902. постао је директор Патолошког института система болница у Њујорку (који је недуго потом добио данашњи назив, Психијатријски институт Њујорка), гдје је у наредних неколико година обликовао већи дио америчке психијатрије наглашавајући важност вођења детаљне евиденције пацијената и увођења класификационог система Емила Крепелина и идеја Зигмунда Фројда.
Док је био у болничком систему државе Њујорк, Мајер је био један од првих увозника Фројдових идеја о важности и сексуалности и формативног утицаја раног одгоја на личност одрасле особе. Мајер је сматрао да су многе Фројдове идеје и терапијске методе проницљиве и корисне, али је одбацио психоанализу као велико етиолошко објашњење менталних поремећаја у корист своје теорије психобиологије. Мајер је био професор психијатрије на Универзитету Корнел од 1904. до 1909.

### Клиника Фипс
Године 1908. од Мајера је затражено да постане директор нове психијатријске клинике у болници Џонс Хопкинс након што је Хенри Фипс Џуниор. донирао 1,5 милиона долара за отварање клинике.  Мајер је прихватио понуду, за коју је рекао да је "најважнија професура [у психијатрији] у домену енглеског говорног подручја". Лично је надгледао изградњу и развој клинике и побринуо се да зграда буде погодна за научна истраживања, обуку и лијечење. Психијатријска клиника Фипс отворена је у априлу 1913. Мајеров рад на клиници Фипс вјероватно је најзначајнији аспект његове каријере. Његов модел за клинику Фипс комбиновао је клинички и лабораторијски рад, што је био први пут да су ови елементи комбиновани у менталним институтима у САД.
Иако Фипс клиника није користила клинички модел Емила Крепелина, Мајер је у клинику укључио неке Крепелинове праксе. Ове праксе укључују опсежна посматрања пацијената и проучавање пресимптоматских и ремисивних фаза менталних болести, заједно са периодима акутне болести.
Мајер је такође радио као професор психијатрије на Медицинском факултету Универзитета Џонс Хопкинс од 1910. до 1941. У својим почетним годинама на факултету, Мајер је помагао у надгледању рада неколико својих амбиоциозних студената.
Филис Гринакр са Универзитета у Чикагу и Керт Рихтер, дипломац Харварда, имали su прилику да студирају код Мајера. Рихтер је проучавао понашање пацова заједно са Мајером и Џоном Вотсоном, бихевиоралним психологом. Адолф Мајер је радио на Универзитету Џонс Хопкинс до пензионисања 1941.